# Czarnomorsk
Czarnomorsk (ukr. Чорноморськ, Czornomorśk; w latach 1924–2016 Illicziwśk ukr. Іллічівськ) – miasto na Ukrainie, w rejonie odeskim obwodu odeskiego, nad Morzem Czarnym, ok. 20 km na południowy zachód od Odessy. Historycznie leży w obrębie Jedysanu.

## Demografia
Liczba mieszkańców w:
- 2003 roku wynosiła ok. 53 tys.
- 2010 roku wynosiła ok. 70 tys.

Według danych z 2001 roku 60,57% mieszkańców posługiwało się na co dzień językiem rosyjskim, a 38,23% ukraińskim.

## Historia
Pierwsze wzmianki znane z XVIII wieku jako osiedle założone przez Ukraińców. Później w miasteczku pojawili się przesiedleńcy greccy, albańscy i niemieccy. W latach 1941–1944 miejscowość znajdowała się pod zarządem Rumunii jako część Transnistrii. Prawa miejskie od 12 kwietnia 1973.
Dzisiaj miasto znane z portu na promowej przeprawie Czarnomorsk-Warna (426 km).

## Nazwa
Historyczna nazwa – Buhowi Chutory (ukr. Бугові Хутори) lub Bugowo (ros. Бугово lub Буговые Хутора) pochodziła od nazwiska pierwszego osadnika – mołdawskiego majora Andrieja Buga (Андрея Буга).
Nazwa Illicziwśk, nadana w 1924 roku wywodziła się od przywódcy rewolucji październikowej, dyktatora Rosji Radzieckiej – Włodzimierza Iljicza Lenina.
18 lutego 2016 weszła w życie zmiana nazwy miasta na Czarnomorsk.

### Miasta partnerskie
| Kraj        | Miasto             | Data |
| ----------- | ------------------ | ---- |
| Estonia     | Narwa              |      |
| Turcja      | Stambuł (Boğazköy) |      |
| Estonia     | Maardu             |      |
| Azerbejdżan | Baku               | 2009 |
| Polska      | Tczew              | 2010 |

## Zdjęcia

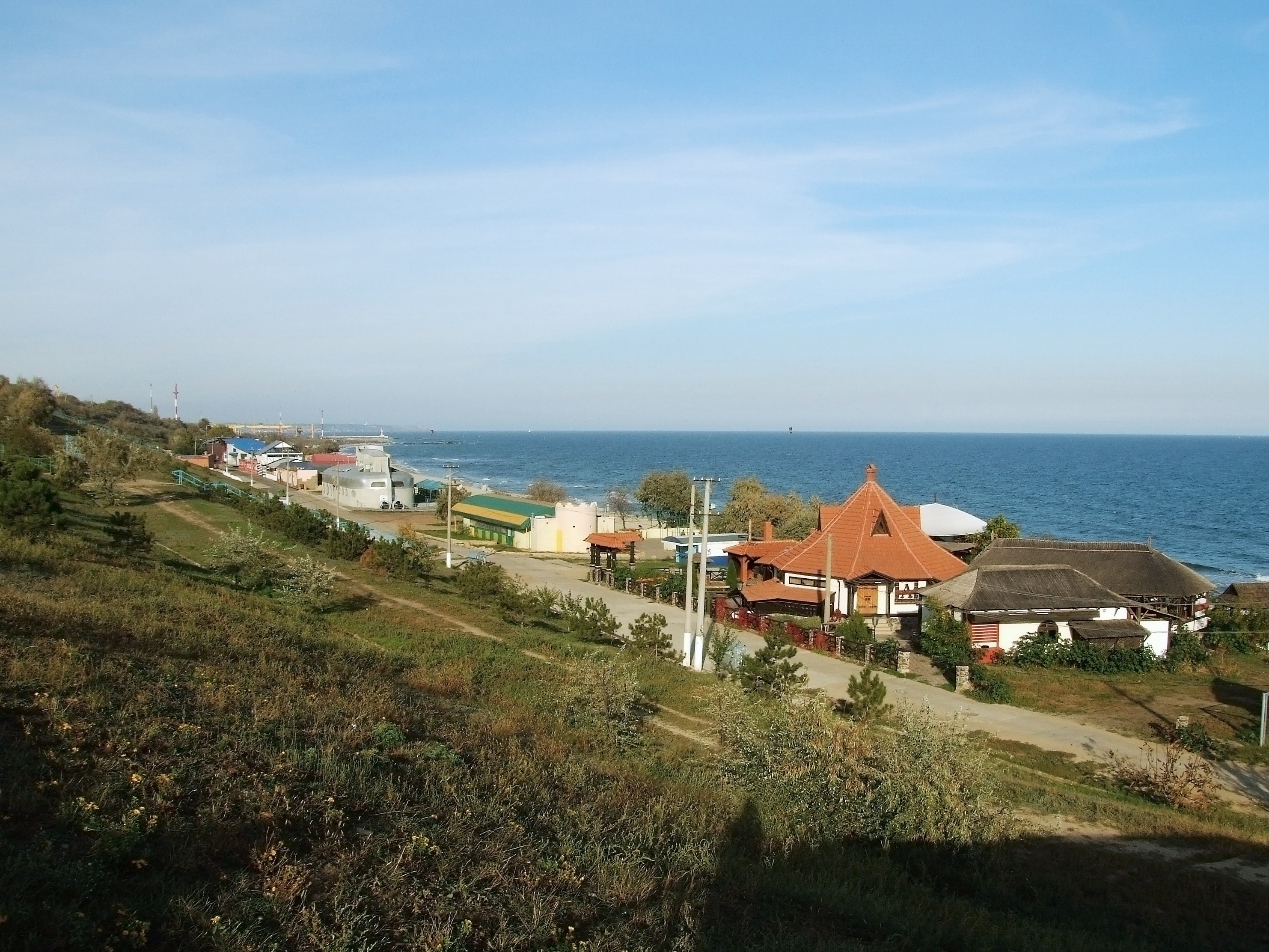
Nad morzem
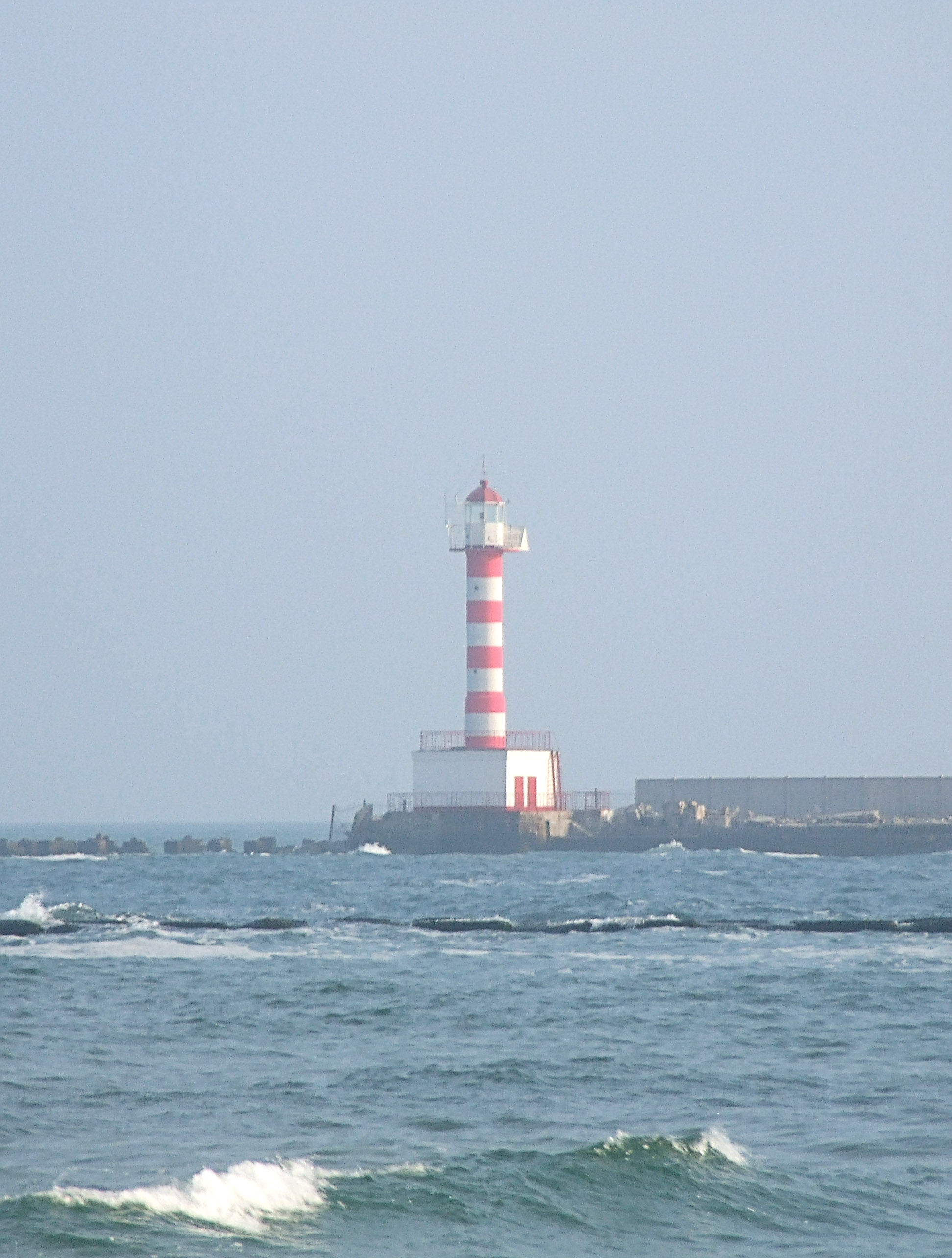
Latarnia